# Détection de microemboles par doppler transcrânien

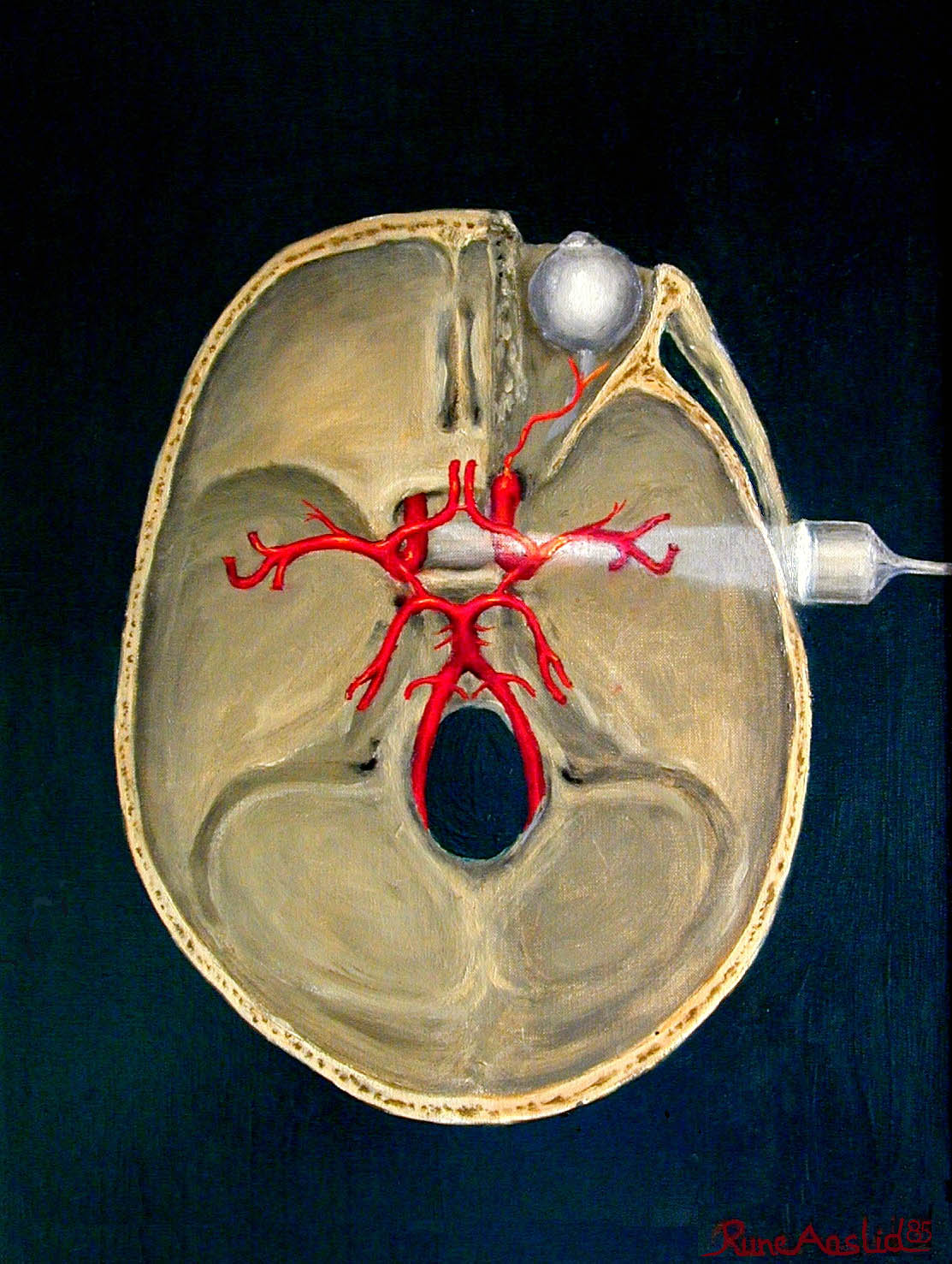
Principe de détection d'un signal Doppler dans une artère cérébrale

La détection de microemboles dans l'artère cérébrale moyenne est un cas particulier d'application de l'effet Doppler ultrasonore. En cela, elle se rapproche de l'échographie. Elle permet de détecter indirectement différents types de pathologies, comme des sténoses, à différents stades de leur évolution. Malgré le fait que l'examen Doppler transcrânien présente plusieurs avantages, comme sa simplicité et son innocuité, cette méthode est encore assez peu utilisée par le corps médical.

## Principe de fonctionnement
Le Doppler transcrânien est une technique de Doppler pulsé qui permet d’enregistrer le flux ou la vitesse des globules rouges dans les vaisseaux. Une sonde émet un signal sonore à haute fréquence, qui se propage dans le corps. La sonde reçoit ensuite l'onde réfléchie, et la différence de fréquence générée par effet Doppler nous renseigne sur la vitesse des particules dans le milieu.
La détection des microemboles par Doppler transcrânien est fondée sur l’intensité remarquablement forte du signal rétrodiffusé par les microemboles, en raison de leur plus grande taille ou différence d'impédance acoustique par rapport au plasma, en comparaison de celles des éléments figurés normaux du sang. Un signal caractéristique d'une microembole est un pic d'intensité qui se produit simultanément à des fréquences différentes. Des phénomènes complexes de rétrodiffusion expliquent ce type de signal.
Néanmoins, les microemboles ne sont pas les seules à générer ce type de signal, généralement appelé HITS (de l'anglais High Intensity Transient Signal). Déterminer si un HITS est un artefact parasite ou le signe du passage d'un microembole est un enjeu important des recherches dans ce domaine.
La  9e conférence  internationale  de  l’hémodynamique cérébrale a donné quelques caractéristiques d'un HITS microembolique  :
- la durée du signal est inférieure à 300 ms;

- l’amplitude du signal est supérieure de 3 dB au signal de référence du flux sanguin (signal nominal) ;

- la vitesse est unidirectionnelle dans le sonogramme du Doppler ;

- le signal audio est caractéristique.

## Intérêt clinique

### Du Doppler Transcrânien en général
Le principe de l'effet Doppler appliqué à l'examen du cerveau (Doppler transcrânien fonctionnel) a été introduit en 1982 par Rune Aaslid.
Il s'agit d'un examen rapide, non-invasif et jouissant d'une bonne reproductibilité. Il permet la visualisation des flux sanguins intracrâniens. À partir de ces flux sanguins, le débit sanguin peut être obtenu en connaissant le diamètre de l'artère.
Le Doppler transcrânien est réalisé grâce à une sonde échographique. La voûte crânienne induisant une forte atténuation des ultrasons, des sondes basses fréquences (2 MHz) sont plutôt utilisées.
Le flux sanguin mesuré est fonction de la fréquence Doppler, de la fréquence d'émission, de la célérité des ultrasons dans le milieu considéré, et de l'angle d'insonation. Il s'agit de l'angle formé entre la direction de déplacement du sang et le faisceau ultrasonore. Si ces deux directions sont parallèles, alors le signal mesuré est maximal. Si elles sont perpendiculaires, alors la mesure est impossible.
Trois fenêtres osseuses peuvent être utilisées pour visualiser les vaisseaux sanguins d'intérêt (voir tableau). L'artère cérébrale moyenne (ACM) est la plus souvent exploitée car elle est la plus accessible avec un angle d'insonation minimal. Cependant, chez 5 % des patients, la fenêtre temporale est absente et il est donc impossible d'accéder à l'ACM.
| Artère                       | Voie            | Profondeur (mm) | Vélocité moyenne (cm/s) |
| ---------------------------- | --------------- | --------------- | ----------------------- |
| Artère cérébrale moyenne     | Temporale       | 45 à 60         | 62 ± 12                 |
| Artère cérébrale antérieure  | Temporale       | 60 à 75         | 51 ± 12                 |
| Artère cérébrale postérieure | Temporale       | 70 à 90         | 44 ± 11                 |
| Siphon carotidien            | Transorbitale   | 50 à 75         | 42 ± 10                 |
| Tronc basilaire              | Sous-occipitale | 70 à 110        | 40 ± 8                  |

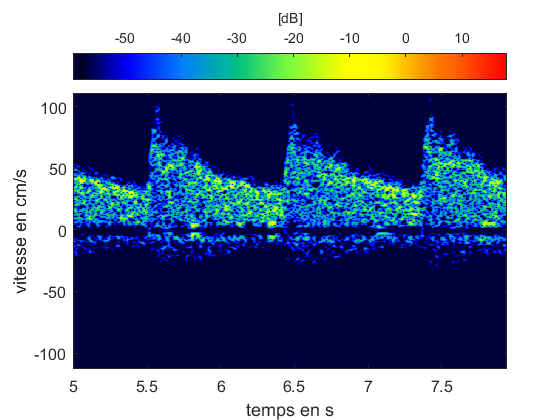
Sonogramme de Doppler transcrânien ultrasonore chez une personne saine.

Le tracé de la vélocité en fonction du temps est appelé sonogramme. À partir de celui-ci, les vélocités moyennes (Vm), systoliques (Vs) et diastoliques (Vd) peuvent être mesurées. L'index de pulsatilité (IP), dont un intérêt est qu'il ne dépend pas de l'angle d'insonation, correspond à :
{\displaystyle IP={\frac {V_{s}-V_{d}}{V_{m}}}}
Sa valeur normale chez l'adulte est de 0,71 ± 0,10. Il permet de détecter notamment des pressions intracrâniennes trop élevées ou trop faibles, l'anémie, l'hypercapnie ou l'hypocapnie.
L’index de pulsatilité (IP) et les vitesses diastoliques (Vd) sont les éléments prédictifs d’une baisse du DSC (débit sanguin cérébral). Un IP > 1,25 et une Vd <25 cm/s sont des valeurs pathologiques imposant une augmentation de la pression artérielle moyenne.
Le Doppler transcrânien permet grâce au niveau de la Pression Artérielle Moyenne (PAM) de trier les patients à haut risque d’ischémie cérébrale : pour une PAM < 80 mmHg, il est urgent d'intervenir pour éviter une ischémie cérébrale potentielle. En revanche, pour des patients avec une valeur de PAM > 80 mmHg, la situation n'est pas critique, mais un risque peut exister. Un examen Doppler peut être effectué pour obtenir des informations complémentaires en vue d'un diagnostic.
L’hémodynamique cérébrale peut être évaluée par l’analyse des vitesses de globules rouges dans l’artère cérébrale moyenne (ACM).

### De la traque des micro-emboles en particulier
Actuellement, le moyen le moins coûteux pour les médecins de détecter des micro-emboles dans la circulation sanguine est le Doppler ultrasonore. La quantité et la taille des micro-emboles peut être évaluée grâce au Doppler. Ces informations sont utiles afin de déterminer les risques liés à ces micro-emboles.
En pratique, elle se fait après injection de micro-bulles dans le circuit veineux, que l'on détecte dans le circuit artériel s'il existe un passage entre la circulation veineuse et la circulation artérielle.

#### La problématique des micro-emboles
Les emboles (du grec embolos, signifiant << qui s'enfonce dans >>, ou du latin embolus, qui correspond au piston d'une pompe) sont des corps étrangers dans le flux sanguin pouvant provoquer l'obstruction d'un vaisseau sanguin (embolie). Ils sont de nature solide ou gazeuse, pouvant être du sang coagulé, un amas de bactéries, des fragments de plaques d'athérome, des bulles d'air ou d'autres corps étrangers. Une embolie peut entraîner une obstruction des artères cérébrales, et donc une ischémie voire un infarctus cérébral,.
La taille et le matériau des emboles influent sur le danger de l’embolie et la capacité de l’organisme à l’éliminer. Les emboles de diamètre supérieur à 1 mm peuvent obstruer les artères principales. Quant aux micro-emboles (emboles de diamètre inférieur à 1 mm), le risque d’obstruction est moins évident. Elles circulent dans les plus grosses artères mais peuvent obstruer les plus petits vaisseaux périphériques.
Le risque d'AVC est augmenté chez des personnes présentant un foramen ovale perméable. La détection de micro-embole est d'autant plus importante chez les personnes présentant cette anomalie. En effet, les emboles larguées dans le circuit veineux peuvent atteindre directement le circuit artériel via un foramen ovale perméable, alors qu'elles seraient normalement détruites au niveau du poumon.

#### Résultats d'études
Une méta-analyse a permis de mettre en évidence une corrélation entre la détection de signaux micro-emboliques(MES) et le degré de sténose carotide. Ci-dessous est présenté un tableau des résultats :
| Degré de sténose constaté | Détection de signaux micro-emboliques |
| ------------------------- | ------------------------------------- |
| 0 %-30 %                  | 0 %                                   |
| 30 % - 70 %               | 19 %                                  |
| 70 % - 99 %               | 48 %                                  |
| 100 %                     | 51 %                                  |

Cette analyse met aussi en avant deux points :
- la corrélation est beaucoup plus forte dans le cas de sténose symptomatique ;

- les patients ayant des valves cardiaques artificielles déclenchent fréquemment des signaux ressemblant fortement à des MES. Parfois attribués au phénomène de cavitation[8], l'origine de ces signaux n’entraînent pas de complications chez les patients qui en présentent, mais peuvent induire en erreur un diagnostic.

Avec une méthodologie rigoureuse, cette technique du Doppler transcrânien peut apporter des renseignements importants sur le risque neurovasculaire en présence d'une sténose carotidienne, qu'elle soit ou non symptomatique, et ainsi d'aider à choisir la meilleure option thérapeutique.

### Méthodes concurrentes
Le Doppler transcrânien permet potentiellement d'anticiper un AVC en détectant les emboles qui peuvent boucher un vaisseau. Il est surtout réaliser dans les suites d'un premier accident vasculaire. D'autres techniques permettent d'accéder à des informations cliniques par rapport à des problèmes de vascularisation cérébrales.
L'échocardiographie, avec injection de microbulles, permet de dépister un passage droit-gauche. Le mécanisme de ce passage (foramen ovale perméable, communication interatriale ou autre) est précisé par une échographie transœsophagienne afin de pouvoir adapter le traitement. 

## Extraction de l'information et amélioration des résultats
Élimination des artefacts :  le Doppler pulsé multi-porte autorise le recueil d'un signal Doppler simultanément à plusieurs profondeurs sur le trajet du faisceau ultrasonore. Ainsi, la détection d'un même signal de haute intensité successivement en deux sites le long d'un même vaisseau, avec un délai compatible avec la vitesse d'écoulement du sang, est en faveur d'un micro-embole, tandis que les artéfacts électriques sont enregistrés simultanément sur les différents sites.
Il s’avère que la plupart des techniques existantes ne soient pas encore assez efficaces pour détecter les plus petits micro-emboles. Les méthodes classiques sont basées sur une approche de traitement de signal dont le principe est de définir un seuil pour lequel toute valeur de la mesure dépassant le seuil équivaut à la présence d’un embole. Malheureusement ces méthodes restent peu fiables à la détection de micro-emboles. Le signal acquis contient en plus des micro-emboles, de nombreux signaux transitoires de haute intensité (HITS) produits par les artefacts. Il arrive alors encore des situations où le clinicien détecte de façon audible le passage de micro-emboles alors que le détecteur automatique n’a rien détecté. Réciproquement, il arrive parfois que la signature d’un embole soit présente dans le spectrogramme du TCD mais que ce dernier ne soit pas audible. Quelques techniques pour améliorer la fiabilité de la détection ont été mises en évidence et nous allons les présenter ci-dessous.

### Techniques de débruitage
Un des paramètres clé est le rapport signal/bruit (SNR) embolique. Des techniques de débruitage sont donc utilisés pour augmenter ce ratio et faciliter la détection des emboles. La transformée en ondelette discrète (descrete wavelet trasform : DWT) est une technique de débruitage classique, mais limitée par l'absence de la propriété d'invariance en décalage (shift-invariance (en))   . Alternativement,  la transformée en ondelette complexe à double arborescence (dual-tree complex wavelet transform (en) : DTCWT)  possède cette propriété, mais reste complexe a implémenter et relativement chère.

### L'approche de classification supervisé
La détection des micro-emboles se heurte à une difficulté majeure qui est la présence de nombreux artefacts dus notamment aux bruits de voix, de pas, d’origine électrique.
L’idée est de se servir d’une base de données contenant des HITS (artefacts et micro-emboles) de plusieurs patients comme données d’apprentissage et de construire un séparateur identifiant de façon fiable les micro-emboles d’un nouveau patient, via un algorithme d’apprentissage .